# Trottola di Ecate

Il sigillo di Ecate con al centro raffigurata la trottola di Ecate

La trottola di Ecate, in greco antico ίυγξ (iugx o strophalos) era uno strumento magico sacrale, dedicato a Ecate, con cui invocare la presenza della divinità nella celebrazione di un rito.  
Già citata in età classica da Ovidio (I secolo a.C.):
«Ella conosce le arti magiche (...)

sa bene quale sia il potere (...)

del filo messo in movimento dalla

trottola che gira» 
la trottola magica veniva chiamata da Marino di Neapoli (V secolo d.C.) "ineffabile" e "divina"   poiché permetteva di raggiungere la σύστασις (sustasis) teurgica: l'unione con la divinità .
In particolare i neoplatonici richiamavano la presenza della divinità oracolare Ecate facendo girare una trottola così descritta da Michele Psello :
La "trottola" o "ruota di Ecate" veniva lanciata dal teurgo: se ruotava verso l'interno gli dei venivano sollecitati a partecipare al rito; facendola girare verso l'esterno la divinità era libera di andarsene.
La trottola girando produceva dei suoni che sembravano essere versi di animali, o lamenti o risa dalla cui interpretazione il teurgo poteva avere visioni profetiche anche assimilandole al suono delle sfere celesti 
La rotazione della trottola influenzava infatti, il moto degli astri celesti che esercitavano il loro influsso sulla Terra 
L'uso della trottola magica a scopo divinatorio è proseguito nel tempo: per esempio nel XIX secolo la camorra si serviva della trottola per prevedere l'esito di un'azione criminale:
In tempi più recenti si è praticato come un gioco semiserio per indovinare i risultati delle partite di calcio l'uso di piccole trottole con impressi sui tre lati i simboli 1 X 2 che servivano a compilare le schedine del Totocalcio.